# Grupo Nabeiro
Criado em 1961 o Grupo Nabeiro - Delta Cafés conta com 25 empresas, organizadas por áreas estratégicas de negócio, que servem de apoio à actividade principal, a comercialização de cafés.
O grupo opera em áreas distintas como a alimentação, bebidas, indústria, serviços, imobiliário, restauração e hotelaria.

## Empresas e marca
A necessidade de diversificação levou à constituição de 25 empresas nos mais variados sectores: Indústria; Serviços; Comércio; Agricultura; Imobiliário; Hotelaria e Distribuição, organizados por áreas estratégicas.
As empresas do Grupo Nabeiro têm evoluído de uma forma contínua e sólida. Desde a sua fundação, o grupo assenta em valores sólidos e princípios que se refletem na criação de uma marca de Rosto Humano, assente na autenticidade das relações com todas as partes interessadas.
O Grupo Nabeiro – Delta Cafés possui nove marcas próprias:  
1.  ADEGA MAYOR: Localizada junto às vinhas, na Herdade das Argamassas, a Adega Mayor é o sonho antigo do Comendador Rui Nabeiro tornado real pelas mãos do prémio Pritzker português Siza Vieira, um projeto que pretende colocar Campo Maior na rota internacional do Enoturismo, uma homenagem à arquitetura do vinho e da vida; [http://www.grupo-nabeiro.pt/index.php?id=57]
2.  QAMPO: Fundada em 1995, a Agrodelta era a empresa do Grupo Nabeiro cuja principal atividade se centra na transformação e comercialização de produtos agrícolas e alimentares, nomeadamente na produção, armazenagem, embalagem e comercialização de azeitonas, pickles e tremoços, hoje sob o nome Naturdelta; [http://www.grupo-nabeiro.pt/index.php?id=58]
3. BELLISSIMO: Inspirada no encontro único de Adão com Deus e na sua dupla origem, a do animal e a dos deuses, Bellissimo Café é uma marca que relaciona a arte e o café enquanto elemento potenciador de encontros, marcando o estilo de vida do consumidor dinâmico na procura de momentos de convívio, descontração e bem-estar; [http://www.grupo-nabeiro.pt/index.php?id=68]
4. CAMELO CAFÉS: Criada por altura da Guerra Civil Espanhola, a marca de cafés Camelo floresceu no seio de diversos condicionalismos sociais, políticos e comerciais, graças à habitual prática de contrabando nas regiões raianas. Desde então que é o café de toda a vida dos lares da Extremadura e a marca líder de mercado; [http://www.grupo-nabeiro.pt/index.php?id=72]
5. DELTA CAFÉS : Data de 1961 o início desta história de sucesso. Na vila alentejana de Campo Maior, num pequeno armazém com 50 m2 e sem grandes recursos, Manuel Rui Azinhais Nabeiro inicia a atividade com apenas duas bolas de torra de 30 kg de capacidade. Assim nasceu a Delta Cafés, a marca que, passado mais de meio século, é símbolo não só do empreendedorismo e da capacidade de inovação em Portugal, mas também da essência relacional da magia do café; [http://www.grupo-nabeiro.pt/index.php?id=69]
6. DELTA Q: Lançada em 2007, pela Delta Cafés, como a sua marca premium de cafés em cápsula, a Delta Q conquistou um lugar de referência no consumo em casa do mais genuíno café expresso. As suas máquinas com design arrojado e cosmopolita e os seus blends de sabor acentuado e aveludado, com presença na distribuição moderna, tornaram a Delta Q numa marca verdadeiramente próxima dos seus clientes, líder no seu segmento em Portugal; [http://www.grupo-nabeiro.pt/index.php?id=70]
7. DELFRUIT : Em 2006, a Delta Cafés lançou em Portugal uma gama exclusiva de sumos e néctares – os sumos Del’Fruit - numa parceria internacional com a Krogab, a empresa líder no Reino Unido no fornecimento de bebidas através de máquinas dispensadoras, de sumos concentrados e do sistema Bag In Box, com mais de 30 anos de experiência e presença sólida em mais de 19 países; [http://www.grupo-nabeiro.pt/index.php?id=71]
8. GINGA: Há 10 anos que os cafés Ginga estão no coração de Angola, ambicionando recuperar para o País o prestígio internacional do seu café. Sendo uma marca da Angonabeiro, empresa do Grupo Nabeiro, Ginga partilha com a Delta Cafés o conhecimento técnico e a experiência adquirida ao logo de 50 anos, os altos padrões de qualidade e de exigência e, naturalmente, a sua gestão de rosto humano e de apoio a projetos de interesse local, assente em valores como a Humildade, a Solidariedade, a Lealdade, a Transparência e a Integridade; [http://www.grupo-nabeiro.pt/index.php?id=67]
Existem, ainda, diversas marcas representadas pelo Grupo Nabeiro – Delta Cafés, entre elas, BECK’S, DÓMUZ, HERO, TETLEY, VIMEIRO, BLUE, VILA MASSA, HERO, DOMUZ, BECK´S, FRANZISKFANER, LOWENBRAU, SPATEN,  LEFFE, HOEGAARDEN, STELLA ARTOIS e BUD.